# Bombylisoma twiga
Bombylisoma twiga är en tvåvingeart som beskrevs av Greathead 1996. Bombylisoma twiga ingår i släktet Bombylisoma och familjen svävflugor.
Artens utbredningsområde är Kenya. Inga underarter finns listade i Catalogue of Life.